# Personal Statement
Das Personal Statement (deutsch: „Persönliche Stellungnahme“) ist eine persönlich verfasste Selbsteinschätzung eines Bewerbers an einer britischen oder amerikanischen Universität. Es ist in Großbritannien Teil der UCAS-Bewerbung und dient dazu, den Bewerbern eine Möglichkeit zu geben, sich selbst schriftlich zu präsentieren und zu begründen, warum sie ein bestimmtes Fach studieren möchten. Das Personal Statement hat in Verbindung mit den bisher erreichten Noten, einer Referenz des Fachlehrers und ggf. zu bestehenden Tests einen erheblichen Einfluss auf das Auswahlverfahren der Universitäten.